# Viaccess
Viaccess är ett krypteringssystem för digital television. Systemet utvecklas och ägs av France Telecom genom deras bolag med namnet Viaccess. 
Idag finns fem olika versioner (kortvarianter) som används, Viaccess PC2.3, Viaccess PC2.4 and Viaccess PC2.5, PC2.6, PC3.0. Den första kallas ofta för Viaccess 1 (eller bara Viaccess). PC2.4, 2.5 och 2.6 kallas i folkmun för Viaccess 2.
PC2.3-systemet finns i två "säkrare" varianter: Thalescrypt och TPS-Crypt
PC2.3-korten användes av ett mycket stort antal aktörer. Detta gjorde att många var intresserade av att knäcka krypteringen för att kunna titta på kanalerna gratis. Så kallade piratkort var mycket vanliga till detta system. De flesta tvdistributörer som använde PC2.3 har idag bytt till säkrare kort (eller alternativt annat krypteringssystem). Den nordiska satellit-TV-ditributören Viasat använde Viaccess 2.3 fram till hösten 2004 (sommaren 2005 för baspaketet), då man bytte till VideoGuard. Videoguard är ett säkerhetssystem från Murdoch-ägda NDS Group